# Estadio Juan Antonio Endeiza
El estadio Juan Antonio Endeiza es un recinto deportivo situado en Andorra (Teruel), donde el Andorra CF juega sus partidos como local.

## Historia
El estadio se inauguró en 1956 con el fin de servir como terreno de juego al entonces llamado Club Deportivo Andorra. Su nombre inicial fue "Instalaciones deportivas Calvo Sotelo", más tarde renombrado como "Luis Arias" en honor al presidente de la Empresa Nacional Calvo Sotelo (ENCASO), dueña entonces del club. Desde entonces ha sufrido algunas modificaciones. Originalmente se incluyó una cubierta abierta de terrazas en el lado oeste, que se asentó a horcajadas en la línea de mitad del campo a 50 metros. Un techo o cubierta se añadió en 1960, y esta fue extendida hacia el norte, con una ampliación del número de asientos cuando el club llegó a Segunda B en 1981. Un nuevo terreno de césped también se añadió en este punto.
En 2007, como parte de las celebraciones del jubileo de oro del club, el estadio recibió un cambio de imagen; se añadió un nuevo techo en el lado oeste, que ahora es ampliado a toda la longitud del campo. Nuevos asientos se añadieron a la cubierta existente, y una plataforma elevada por encima de los vestuarios, que destaca en la esquina suroeste, y que se convirtió en un centro corporativo bajo el techo. Los tres lados abiertos fueron también cubiertos y un nuevo tono había sido dado. El 10 de septiembre de 2008 se inauguran las instalaciones deportivas remodeladas pasando a llamarse "Estadio Juan Antonio Endeiza", en honor a Juan Antonio Endeiza Obieta, presidente del club entre 1960 y 1973.